# Lago Hohen Sprenzer
El lago Hohen Sprenzer (en alemán: Hohen Sprenzersee) es un lago situado en el distrito de Rostock, en el estado de Mecklemburgo-Pomerania Occidental (Alemania), a una altitud de 22.9 metros; tiene un área de 225 hectáreas.